# Ail à tête ronde
Allium sphaerocephalon
Pour les articles homonymes, voir Ail.
Espèce
Classification APG III (2009)
L’ail à tête ronde (Allium sphaerocephalon) est une espèce de plantes herbacées vivaces de la famille des Amaryllidaceae.

## Description

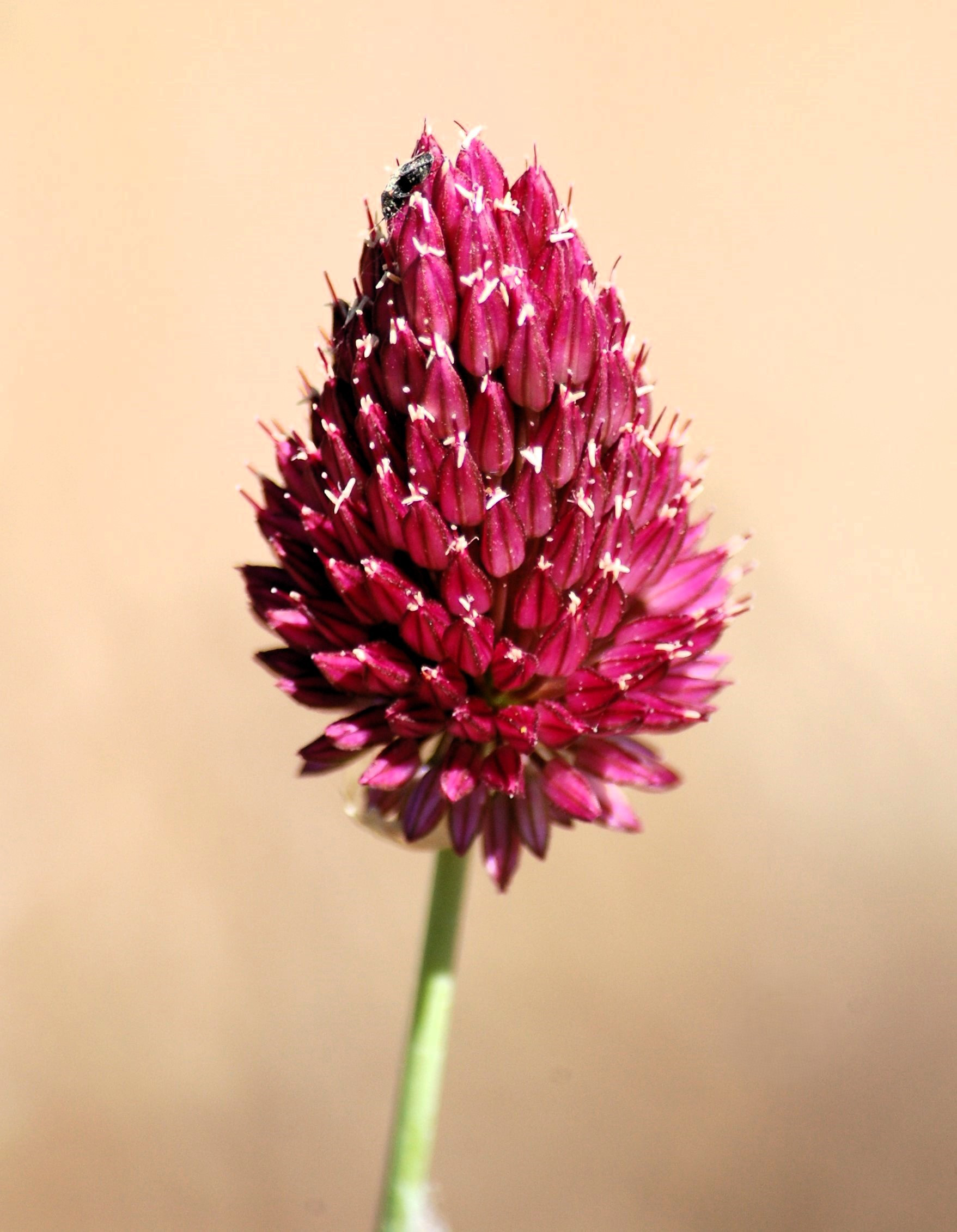
Allium sphaerocephalon

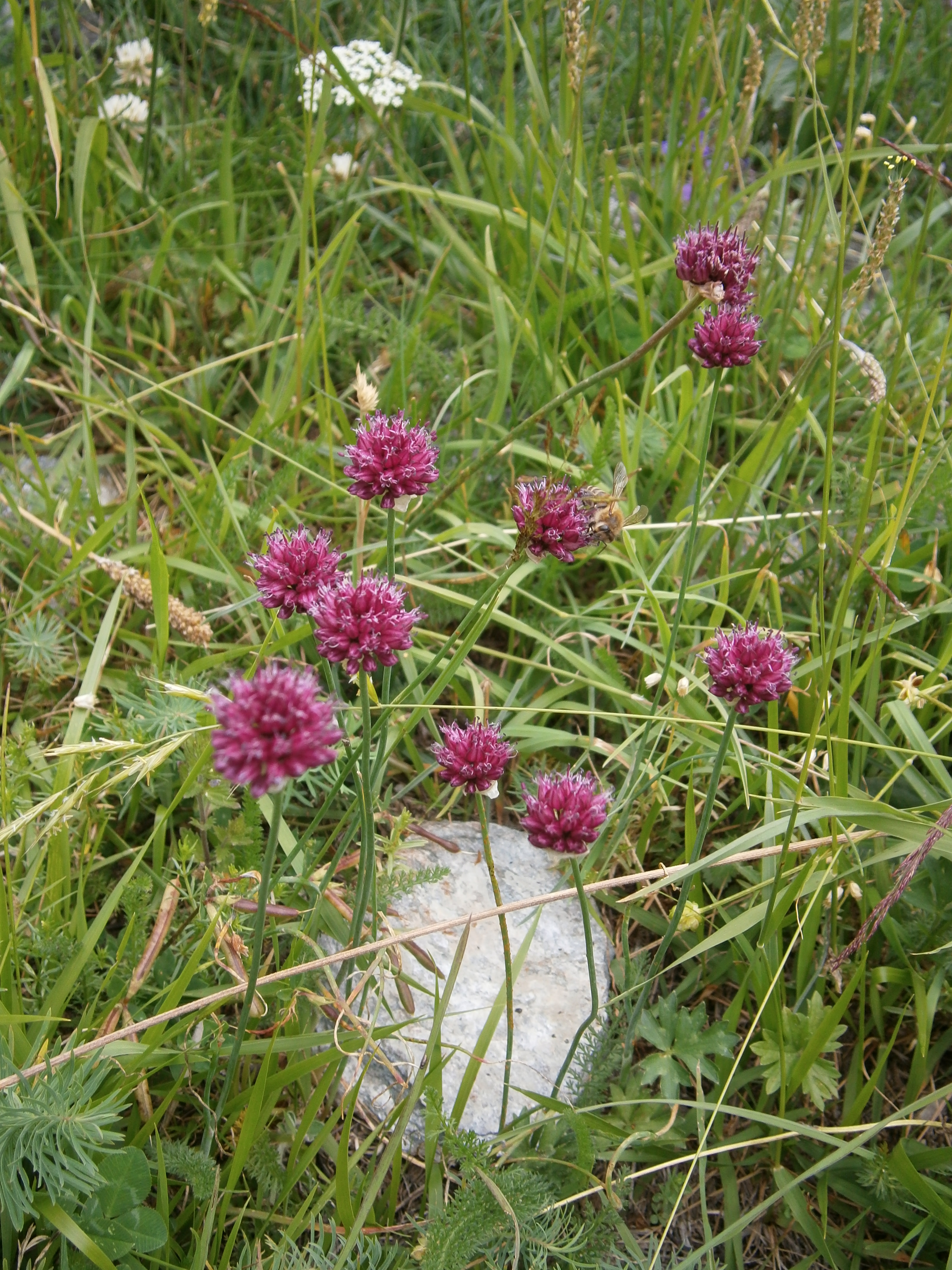
A. sphaerocephalon var. pygmaeum

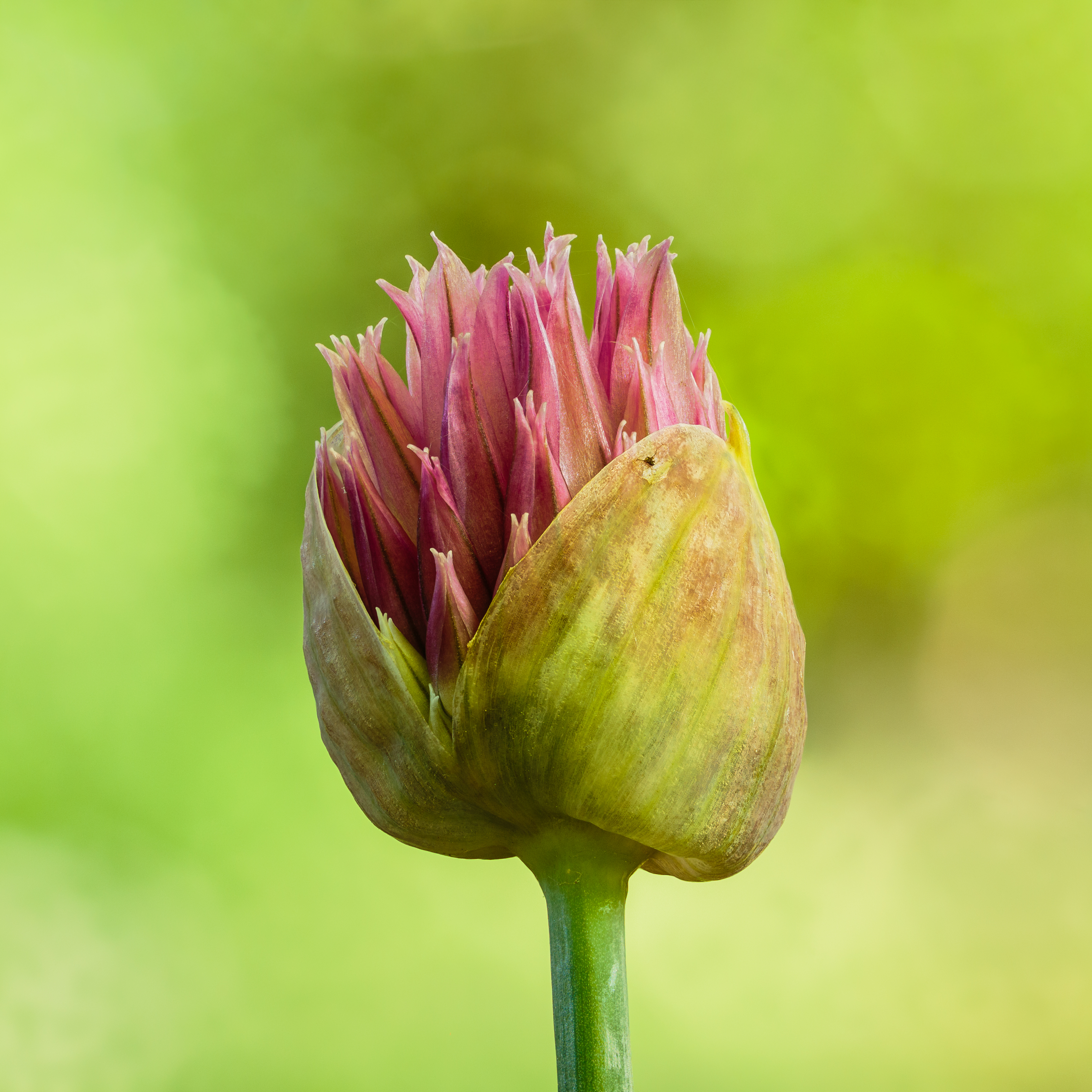
Fleur d'ail à tête ronde en train d'éclore. Son diamètre est d'environ 19 mm. Mai 2022.

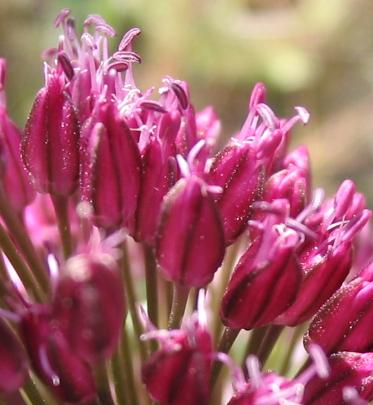
Détail des fleurs

C'est une plante grêle. Les fleurs en cloches sont rassemblées en une ombelle dense, sphérique sous laquelle persiste généralement le spathe en deux parties. Les étamines des fleurs sont très protubérantes.

## Habitat
L'ail à tête ronde est une plante des prés et des zones rocailleuses, commune surtout dans le sud de l'Europe.
Elle est aussi cultivée.

## Caractéristiques
- Organes reproducteurs :
  - Type d'inflorescence : ombelle simple
  - répartition des sexes : hermaphrodite
  - Type de pollinisation : entomogame
  - Période de floraison : juin à août
- Graine :
  - Type de fruit : akène
  - Mode de dissémination :  barochore
- Habitat et répartition :
  - Habitat type : voir sous-espèces
  - Aire de répartition : eurasiatique tempéré

## Sous-espèces
- Allium sphaerocephalon L. subsp. sphaerocephalon des pelouses vivaces des lithosols compacts (dalles) et mobiles (sables), médioeuropéennes à méditerranéennes, basophiles
  - var. pygmaeum P. Fourn. est une plante naine à petites fleurs présente localement en Savoie[1]
- Allium scorodoprasum L. subsp. scorodoprasum des friches vivaces rudérales pionnières, mésoxérophiles, subméditerranéennes

Données d'après: Julve, Ph., 1998 ff. - Baseflor. Index botanique, écologique et chorologique de la flore de France. Version : 23 avril 2004. 